# 1999年の航空

## 航空に関する出来事
- 2月11日 - ロシアの中短距離用ジェット旅客機ツポレフ334が初飛行した。

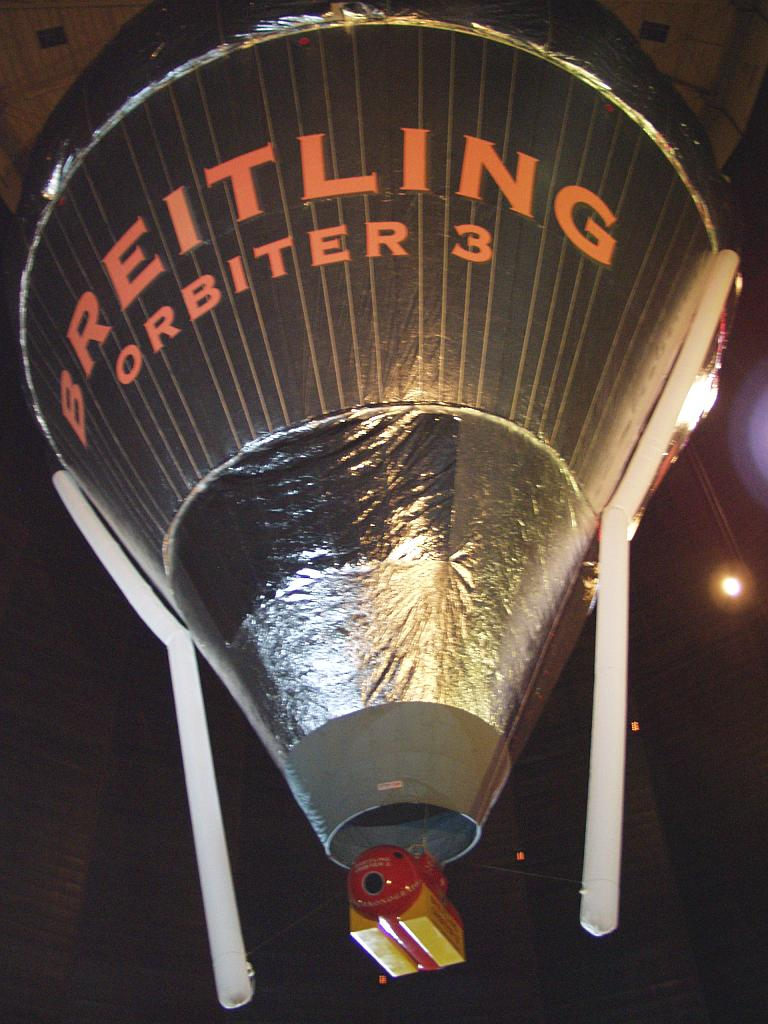
ブライトリング オービター 3

- 3月1日- 民間会社の宇宙往還ロケット、ロータリー・ロケット社の「ロートンATV」のモデルが初公開された。先端に翼4枚のプロペラがつき、着陸時にプロペラを開いて減速しながら垂直に降下するという構想であった。
- 3月1日～21日 - ベルトラン・ピカールとブライアン・ジョーンズがロジェ気球「ブライトリング オービター 3」による無着陸世界一周飛行に成功。飛行距離40,814kmおよび飛行時間477時間47分であった。
- 4月14日 -超音速輸送機ツポレフ144がジュコフスキーの飛行場で最後の飛行を行った。
- 4月27日 -セスナ・サイテーションジェットが初飛行した。
- 7月23日 - 全日空61便ハイジャック事件。機長が刺殺され犯人が飛行機の操縦をした。
- 8月17日 - ロシアのヘリコプター　カザン Ansatが初飛行した。
- 10月 - 全日本空輸がスターアライアンスに加盟する。(1999年にはニュージーランド航空、アンセット・オーストラリア航空が、スターアライアンスに加盟した。)
- 10月31日 -エジプト航空990便（ボーイング767-300ER）が大西洋上で副操縦士の異常行動により墜落し、217名が犠牲になった。（→エジプト航空990便墜落事故）

## 航空に関する賞の受賞者
- ハーモン・トロフィー：ドン・キャメロン  ベルトラン・ピカール、ブライアン・ジョーンズ
- デラボー賞：セルゲイ・アヴデエフ
- FAI・ゴールド・エア・メダル：ベルトラン・ピカール、ブライアン・ジョーンズ
- フランス飛行クラブ大賞（Grande Medaille de l'Aero-Club de France ）：ベルトラン・ピカール